# Koropuż
Koropuż (ukr. Коропуж, Koropuż) – wieś na Ukrainie w rejonie lwowskim obwodu lwowskiego.
Znajduje się tu stacja kolejowa Koropuż, położona na linii Obroszyn – Sambor.
W II Rzeczypospolitej wieś należała do powiatu rudeckiego w województwie lwowskim. W 1931 r. liczyła ponad 1500 mieszkańców, wśród których Polacy stanowili ok. 10%. W latach 1944–1945 nacjonaliści ukraińscy z OUN – UPA zamordowali tutaj 11 Polaków.